# Свет из доба јуре: Поново рођени
Свет из доба јуре: Поново рођени (енгл. Jurassic World Rebirth) је амерички научнофантастични акциони филм из 2025. године, режисера Гарета Едвардса, према сценарију који је написао Дејвид Кеп. Седми је филм у франшизи Парк из доба јуре и самостални наставак филма Свет из доба јуре: Надмоћ (2022). Главне улоге у филму тумаче Скарлет Џохансон, Махершала Али, Џонатан Бејли, Руперт Френд, Мануел Гарсија-Рулфо и Ед Скрејн.
Развој филма је потврђен у јануару 2024, а Едвардс је дошао на место редитеља месец дана касније, док је глумачка екипа најављена нешто касније. Снимање је почело у јуну исте године на Тајланду, а филм је такође сниман на Малти и у Уједињеном Краљевству.
Филм је премијерно приказан 17. јуна 2025. у Лондону, док је у америчким биоскопима објављен 2. јула исте године, односно дан касније у Србији. Наишао је на помешане рецензије критичара, који су похвалили режију, акционе сцене, музику и глуму, али су критиковали сценарио и карактеризацију ликова.

## Радња
Прича говори о спасилачком тиму који одлази на најопасније место на Земљи, истраживачки центар на острву на коме се налази оригинални Парк из доба јуре, у коме живе страшнији од најстрашнијих.

## Улоге
| Глумац               | Улога           |
| -------------------- | --------------- |
| Скарлет Џохансон     | Зора Бенет      |
| Махершала Али        | Данкан Кинкејд  |
| Џонатан Бејли        | др Хенри Лумис  |
| Руперт Френд         | Мартин Кребс    |
| Мануел Гарсија-Рулфо | Рубен Делгадо   |
| Луна Блејз           | Тереза Делгадо  |
| Дејвид Јаконо        | Завијер Добс    |
| Одрина Миранда       | Изабела Делгадо |
| Ед Скрејн            | Боби Етвотер    |